# نامه‌ای برای فردا
نامه‌ای برای فردا کتابی به قلم سید محمد خاتمی است که در سال ۱۳۸۳ منتشر شد. این کتاب متن نامه سرگشاده سید محمد خاتمی به جوانان ایرانی است.